# Freddy Carrick-Smith
Freddy Carrick-Smith (* 11. Februar 2007 in Frankreich) ist ein britischer Skirennläufer.

## Biographie
Carrick-Smith wurde als Sohn der ehemaligen Skirennläuferin Emma Carrick-Anderson in Frankreich geboren, nachdem seine Eltern dorthin zwei Jahre zuvor ausgewandert waren, um als Skilehrer zu arbeiten. Sein älterer Bruder Luca sowie sein Zwillingsbruder Zak sind ebenfalls als Skirennläufer aktiv. Er und sein Zwillingsbruder besitzen dadurch neben der britischen auch die französische Staatsbürgerschaft.
Carrick-Smith gab sein internationales Renndebüt bei einem Rennen der FIS-Entry-League am 4. November 2023 im alpincenter Hamburg-Wittenburg. Sein erstes internationales Großereignis bestritt er knapp 4 Monate später bei den Juniorenweltmeisterschaften im Département Haute-Savoie, wobei er mit der britischen Mannschaft den 11. Platz belegte. Als bestes Ergebnis in einem Einzelrennen erreichte er Rang 29 im Slalom.
Zu Ende der Saison wurde er erstmals britischer Meister im Riesenslalom, vor seinem Zwillingsbruder Zak.
Seinen bisher größten Erfolg feierte Carrick-Smith beim Europäischen Olympischen Winter-Jugendfestival 2025 in Bakuriani als er die Goldmedaille im Slalom gewinnen konnte. Bei den darauffolgenden Juniorenweltmeisterschaften in Tarvis verpasste er als 6. im Riesenslalom nur knapp eine Medaille. Auf Bronze fehlten im nur knapp zwei Zehntelsekunden.
Bei den britischen Meisterschaften konnte er seinen Titel im Riesenslalom aus dem Vorjahr verteidigen, erneut gewann er vor seinem Bruder Zak.

## Erfolge

### Juniorenweltmeisterschaften
- Haute Savoie 2024: 11. Mannschaft, 29. Slalom, DNF Riesenslalom
- Tarvis 2025: 6. Riesenslalom, 7. Slalom, 14. Mannschaft, DNF Team-Kombination

### Europäisches Olympisches Winter-Jugendfestival
- Bakuriani 2025: 1. Riesenslalom, DNF Slalom

### Weitere Erfolge
- Britischer Meister im Riesenslalom (2024, 2025)
- 4 Siege bei FIS-Rennen